# Laminacauda newtoni
Laminacauda newtoni là một loài nhện trong họ Linyphiidae.
Loài này thuộc chi Laminacauda. Laminacauda newtoni được Alfred Frank Millidge miêu tả năm 1985.